# Versus de passione sancti Adalberti
Versus de passione sancti Adalberti (česky: Verše o utrpení sv. Vojtěcha), někdy též Quattuor immensi (počáteční slova) či Legenda Q, je česká latinsky psaná literární památka s nejistou datací (10. až do 14. století). Jde o veršovanou legendu o životě sv. Vojtěcha a nejznámější z vojtěšských legend. Autor je neznámý, byť se o něm široce spekuluje - Gelasius Dobner a po něm ještě třeba Josef Emler za autora označovali kronikáře Kosmu. Oldřich Králík za autora označoval Vojtěchova bratra Radima; později od toho ustoupil, ale neustoupil od nejstarší z diskutovaných datací - 10. století. Opačný extrém představuje datace Rudolfa Urbánka či Jadwigy Karwasińské (možná až 14. století). Jan Vilikovský hovořil o přelomu 11. a 12. století. Jedna z teorií říká, že text parafrázuje vojtěšskou legendu italského mnicha Jana Canaparia z počátku 11. století. V básni jsou užity leoninské hexametry. Text popisuje Vojtěchův zápas s nepochopením svého národa (jenž je označován obecným termínem "gens" a míněn je tím lid českého přemyslovského státu), který prý byl křesťanským jen na oko a v hloubi srdce zůstal pohanským. V textu je popsána i historická událost vyvraždění Slavníkovců (tedy rodu, z něhož Vojtěch pocházel - on unikl proto, že byl tehdy v cizině).